# Martin Stopp
Martin Stopp (* 21. März 1980 in Saarbrücken) ist ein deutscher Koch.

## Werdegang
Martin Stopp entstammt einer Gastronomen-Familie, die bis heute das Restaurant Zum Frauenwald in Schwarzenholz betreibt.
Nach der Ausbildung ab 1996 in der Orangerie bei Klaus Erfort in Völklingen wechselte Stopp 1999 zum Schlosshotel Bühlerhöhe in Bühl, 2000 zur Wirtschaft zum Wiesengrund bei Hans Peter Hussong in Zürich und 2001 zum Restaurant Stucki Bruderholz in Basel. 2007 kehrte er zu Klaus Erfort im Gästehaus Erfort in Saarbrücken zurück.
Im Le Noir in Saarbrücken war er Küchenchef und wurde im Jahr 2009 das erste Mal mit einem Michelinstern ausgezeichnet.
Seit 2015 war er Küchenchef im Hotel La Maison in Saarlouis. Von 2017 bis Ende 2022 leitete er dort das Restaurant Louis, das 2019 mit einem und 2022 mit zwei Michelinsternen ausgezeichnet wurde.
Am 4. November 2023 eröffnete er das Restaurant Tao in Spiesen-Elversberg, das eine Michelin-Empfehlung erhielt. Das Pop-up-Restaurant blieb bis Dezember bestehen, bis Stopp in die finale Location, die Villa Bleu in St. Ingbert, umzog. Am 15. Januar 2025 eröffnete er dort das Atama by Martin Stopp, das im selben Jahr mit zwei Michelinsternen ausgezeichnet wurde.
Seinen Küchenstil beschreibt er als „Kreative Küche mit französischer Basis – Moderne trifft Tradition“.

## Auszeichnungen
- 2009: Ein Michelinstern für das Restaurant Le Noir in Saarbrücken[2]
- 2019: Ein Michelinstern für das Restaurant Louis in Saarlouis[2]
- 2022: Zwei Michelinsterne für das Restaurant Louis in Saarlouis[3]
- 2024: Michelin-Empfehlung für das Restaurant Tao in Spiesen-Elversberg
- 2025: Zwei Michelinsterne für das Restaurant Atama by Martin Stopp in St. Ingbert[7]